# Brode, Škofja Loka
Brode so naselje v Občini Škofja Loka. Nahajajo se v Poljanski dolini ob desnem bregu Poljanske Sore.